# Santa Cruz (El Bollo)
Santa Cruz es una parroquia y un lugar español del municipio de El Bollo, en la provincia de Orense, Galicia.

## Organización territorial
La parroquia está formada por una entidad de población:
- Santa Cruz

## Demografía
Gráfica demográfica del lugar y parroquia de Santa Cruz según el INE español:
| Gráfica de evolución demográfica de Santa Cruz entre 2000 y 2022 |
|                                                                  |
| Datos según el nomenclátor publicado por el INE.                 |